# Ray Thornton
Raymond Hoyt "Ray" Thornton, Jr., född 16 juli 1928 i Conway i Arkansas, död 13 april 2016 i Little Rock i Arkansas, var en amerikansk demokratisk politiker. Han var Arkansas justitieminister 1971–1973 och ledamot av USA:s representanthus 1973–1979 samt 1991–1997.
Thornton avlade 1950 kandidatexamen vid Yale University och 1956 juristexamen vid University of Arkansas School of Law. I Koreakriget tjänstgjorde han i USA:s flotta. År 1971 efterträdde han Joe Purcell som Arkansas justitieminister och efterträddes 1973 av Jim Guy Tucker. Därefter tillträdde han som kongressledamot och fick en plats i justitieutskottet som undersökte Watergateaffären. År 1978 kandiderade han utan framgång till USA:s senat. Thornton var rektor för Arkansas State University 1980–1984 och rektor för University of Arkansas 1984–1990. Efter ytterligare sex år i representanthuset var han domare i Arkansas högsta domstol 1997–2005.